# Bertius margaritatus
Bertius margaritatus är en insektsart som beskrevs av Piza Jr. 1974. Bertius margaritatus ingår i släktet Bertius och familjen vårtbitare. Inga underarter finns listade i Catalogue of Life.